# 030 T Ouest 3001 à 3031
Les 030 T 3001 à 3031 étaient des locomotives à vapeur construites en 1883 pour l'ancienne Compagnie des chemins de fer de l'Ouest d'après un type anglais à deux cylindres intérieurs.

## Genèse
Ces locomotives furent étudiées pour la remorque de trains mixtes sur des lignes secondaires. En 1883 il fut construit par les ateliers de la Compagnie, situés Sotteville, un prototype no 3001, issu d'une locomotive de type anglaise à mouvement intérieur . Devant les bons résultats obtenus, il fut décidé de poursuivre la construction de la série en notifiant une commande aux constructeurs:
- Schneider pour les locomotives 3002 à 3016 en 1883
- Cail pour les locomotives 3017 à 3031 en 1883

## Utilisation et service
Initialement elles étaient affectées aux lignes secondaires puis finirent leur carrière comme machines de manœuvres.
À la suite du rachat par l'Administration des chemins de fer de l'État, en 1909, elles sont immatriculées 30-301 à 30-331.
En 1938, elles sont reprises par la SNCF sous la dénomination 3-030 TB 301 à 331 bien qu'il ne reste que 21 locomotives en service. La série sera radiée pour l'année 1952.
Cependant certaines locomotives connurent une seconde carrière en étant rachetées par les industries privées. Un exemple est fourni par la 3-030 TB 326 qui fut vendu en 1941 et finit sa carrière en 1964, soit bien après ses sœurs restées à la SNCF!